# المملكة المتحدة للبرتغال والبرازيل والغرب
المملكة المتحدة للبرتغال والبرازيل والغرب هي مملكة كانت منقسمة بين عدة قارات وتكونت عندما تم رفع حالة مستعمرة البرازيل من مستعمرة إلى مملكة تأسيسية حيث اتحدت الأخيرة مع كل من مملكتي البرتغال والغرب لتكوين دولة برتغالية موحدة من ثلاث ممالك تأسيسية.
تم إنشاء المملكة المتحدة في عام 1815 بعد نقل البلاط البرتغالي إلى البرازيل خلال الاجتياح النابوليوني للبرتغال واستمر الاتحاد لقرابة العام بعد عودة البلاط إلى أوروبا حتى تم حلها في 1822 عندما أعلنت البرازيل انفصالها عن الحكم البرتغالي، قبل البرتغاليون إحلال المملكة المتحدة حيث اعترفت بها رسمياً في 1825 من خلال معاهدة ريو دي جانيرو.
لم تشمل المملكة المتحدة للبرتغال والبرازيل والغرب جميع مناطق الإمبراطورية البرتغالية و لكن كانت بمثابة المناطق الحضارية الممتدة على كلا جانبي المحيط الأطلسي التي سهلت بسط السيطرة على إمبراطورية البرتغال الاستعمارية مع ممتلكاتها في آسيا وأفريقيا. من وجهة نظر البرازيل أدى رفع حالة الأخيرة من حالة مستعمرة إلى مملكة وتكوين المملكة المتحدة إلى تغير مرتبة البرازيل من عضو أدنى إلى عضو مساوي في اتحاد سياسي. أدت الثورة الليبرالية لعام 1820 في البرتغال إلى تعريض مسألة استقلالية وحتى وحدت البرازيل إلى الخطر والذي بدوره أدى إلى حل الاتحاد.

## التاريخ

### التأسيس
ظهرت المملكة المتحدة للبرتغال والبرازيل والغرب في أعقاب حرب البرتغال مع فرنسا النابليونية. هرب الأمير ولي العهد البرتغالي (الملك المستقبلي جواو السادس) مع والدته العاجزة (ماريا الأولى ملكة البرتغال) والبلاط الملكي، إلى مستعمرة البرازيل عام 1808.
مع هزيمة نابليون في عام 1815، كانت هنالك دعوات لعودة الملك البرتغالي إلى لشبونة. تمتع الأمير ولي العهد البرتغالي بحياته في ريو دي جانيرو، حيث كانت الملكية في ذلك الوقت أكثر شعبية وحيث تمتع بمزيد من الحرية، وبالتالي لم يكن راغبًا في العودة إلى أوروبا. مع ذلك، جادل أولئك الذين ناصروا عودة البلاط إلى لشبونة بأن البرازيل كانت مجرد مستعمرة، وأنه ليس من المناسب أن تُحكم البرتغال من مستعمرة. من ناحية أخرى، ألح كبار رجال الحاشية الملكية البرازيلية من أجل رفع البرازيل من رتبة مستعمرة، حتى يتمكنوا من التمتع بالمكانة الكاملة لكونهم مواطنين في البلد الأم. دعم القوميون البرازيليون أيضًا هذه الخطوة، لأنها أشارت إلى أن البرازيل لن تخضع بعد ذلك لمصالح البرتغال، ولكنها ستكون ذات مكانة متساوية داخل ملكية عبر المحيط الأطلسي.
بموجب قانون أصدره الأمير ولي العهد في 16 ديسمبر 1815، رُفعت مستعمرة البرازيل إلى رتبة مملكة، وبنفس القانون توحدت الممالك المنفصلة للبرتغال والبرازيل والغرب كدولة واحدة تحت اسم المملكة المتحدة للبرتغال والبرازيل والغرب.
تضمنت هذه المملكة المتحدة مملكة الغرب التاريخية، وهي منطقة الغرب البرتغالية الحالية.
تغيرت الألقاب الملكية البرتغالية لتعكس تأسيس مملكة عبر المحيط الأطلسي المتحدة هذه. تغير لقبا الملكة والأمير ولي العهد وفقًا لذلك إلى الملكة والأمير ولي العهد للمملكة المتحدة للبرتغال والبرازيل والغرب. أُسقِط لقب أمير البرازيل، وهو لقب كان يخص الوريث الشرعي للعرش البرتغالي، بعد ذلك بوقت قصير، في عام 1817، ليحل محله لقب الأمير الملكي للمملكة المتحدة للبرتغال والبرازيل والغرب، أو الأمير الملكي اختصارًا. اعتُمِد أيضًا علم وشعار نبالة جديدان للدولة الحديثة.

### خلافة جواو السادس
توفيت الملكة ماريا الأولى في 20 مارس 1816 في ريو دي جانيرو. أصبح الأمير جواو، الأمير ولي العهد، الملك جواو السادس، الملك الثاني للمملكة المتحدة، مع الاحتفاظ بترقيم الملوك البرتغاليين. بعد فترة من الحداد والعديد من التأخيرات، أقيمت احتفالات تنصيب الملك الجديد في ريو دي جانيرو في 6 فبراير 1818.
في موعد تتويجه، أنشأ الملك جواو السادس وسام الحمل الطاهر لفيلا فيسوزا، وهو وسام الفروسية الوحيد الذي تأسس خلال عصر المملكة المتحدة. كان هذا الوسام موجودًا في المملكة المتحدة إلى جانب أوسمة الفروسية البرتغالية القديمة ووسام البرج والسيف، وهو وسام قديم ظل غير مستخدم لفترة ثم أُعيدَ إحياؤه من قبل الملكية البرتغالية في نوفمبر 1808، عندما كان البلاط الملكي في البرازيل بالفعل. بعد تفكك المملكة المتحدة، كانت الفروع البرازيلية لأوسمة الفروسية القديمة قد تأسست، مسفرة عن الأوسمة البرازيلية والبرتغالية من وسام القديس يعقوب للشهامة، ووسام القديس بندكت من أفيز، ووسام المسيح (كان هنالك أيضًا فرع لوسام المسيح يتعهده الكرسي الرسولي: الوسام الأعلى لسيدنا يسوع المسيح). من عجيب المفارقات، ظلت الأوسمة الجديدة (وسام البرج والسيف معاد التكوين ووسام الحمل الطاهر لفيلا فيسوزا) موجودة كأوسمة برتغالية فقط.

### حل المملكة المتحدة

#### المرحلة المؤدية للحل
كان الكورتس (البرلمان) الذي اجتمع في لشبونة في أعقاب الثورة الدستورية عام 1820، لصياغة دستور للمملكة المتحدة، يتألف في الغالب من مندوبين برتغاليين. كان هذا لأن الثورة كانت برتغالية الأصل، بحيث انتُخِبَ أعضاء الكورتس في البرتغال، وبعد ذلك فقط انتُخِبَ وفد برازيلي وعبر المندوبون البرازيليون المحيط الأطلسي للانضمام إلى المداولات الجارية. أيضًا، كثيرًا ما تعرض ممثلو البرازيل لسوء المعاملة والاضطهاد في الشوارع من قبل المواطنين البرتغاليين الذين استاءوا من نهاية الحكم الاستعماري، وعلاوة على ذلك، كان البرازيليون ممثلين تمثيلًا ناقصًا في الكورتس.
بالنسبة للملك، فعند وصوله إلى لشبونة، تصرف كما لو أنه قبل التسوية السياسية الجديدة التي نتجت عن الثورة الليبرالية (وهو موقف حافظ عليه حتى منتصف عام 1823)، لكن سلطات التاج كانت محدودة للغاية. أعاد مجلس الوصاية الذي انتخبه الكورتس لحكم البرتغال في أعقاب الثورة - والذي استبدل بالقوة الحكام السابقين الذين أداروا الجزء الأوروبي من المملكة المتحدة عن طريق التعيين الملكي - مقاليد الحكم إلى الملك عند وصوله إلى لشبونة، لكن الملك كان مقتصرًا حينها على تصريف السلطة التنفيذية، ولم يكن له أي تأثير على صياغة الدستور أو على إجراءات الكورتس.
تضمن الكورتس التأسيسي، الذي هيمن عليه أغلبية برتغالية، نصوصًا صيغت في الدستور أشارت إلى شعب المملكة المتحدة باسم «الأمة البرتغالية». تحدث مشروع الدستور عن «مواطنين برتغاليين في نصفي الكرة الأرضية». علاوة على ما شملته لغة الدستور مما اعتُبِر معاديًا ومسيئًا للبرازيليين، فإن كورتس المملكة المتحدة الذي تجمع في لشبونة قد أدرج نصوصًا في الدستور المقترح كان من شأنها أن تقوض أو أن تؤدي إلى حل الحكومة البرازيلية المركزية الموجودة في ريو دي جانيرو. كان من الممكن أن يحافظ مشروع الدستور على وصاية مملكة البرازيل، لكنه تضمن نصًا سمح للهيئة التشريعية للمملكة المتحدة باستبعاد المقاطعات البرازيلية من الولاية القضائية للوصاية. بالتالي، كان لحكومة المملكة المتحدة في لشبونة سلطة قطع الروابط بين مقاطعة برازيلية والحكومة البرازيلية المركزية، وإخضاع هذه المقاطعة مباشرة إلى حكومة لشبونة. إذا اعتُمِد، فإن مداولات الكورتس لن تقوض فقط حكم البرازيل الداخلي، ولكنها ستعرض وحدة الشعب البرازيلي للخطر أيضًا، حيث لن يكون للبرازيليين حكومة مركزية، وهو وضع لم يكن موجودًا حتى في القرون الأخيرة من الفترة الاستعمارية. حتى أن النواب البرتغاليين في الكورتس قدموا مشروع قانون كان من شأنه أن يقطع بشكل ملموس العلاقات بين الحكومة المركزية المفوضة لمملكة البرازيل في ريو دي جانيرو وبعض المقاطعات في شمال شرق البرازيل. طالب الكورتس البرتغالي أيضًا بالعودة الفورية لولي العهد إلى أوروبا.
ظهر رد فعل القوميين البرازيليين، حيث فسروا أفعال الكورتس على أنها محاولة «فرق تسد». زعموا أنه بمجرد سن الأحكام التي وافق عليها الكورتس وإنفاذها، فإن البرازيل، على الرغم من أنها ستبقى رسميًا جزءًا من ملكية عبر الأطلسي، ستعود في الواقع إلى حالة مستعمرة. خشي البرازيليون من تفكك البرازيل، مع إنشاء مقاطعات تخضع مباشرة لحكومة لشبونة.
أيضًا، بدا أن اللغة في مشروع الدستور، التي كان من شأنها أن تؤدي إلى تضمين مستعمرات الإمبراطورية البرتغالية الاستعمارية في إفريقيا وآسيا كجزء من أراضي المملكة المتحدة، تؤكد أن نية الكورتس كانت بالفعل إرجاع البرازيل إلى وضع مستعمرة مرة أخرى: كان من الواضح أن الأراضي في أفريقيا وآسيا كانت ستستمر في كونها مستعمرات، وستخضع للاستغلال الاقتصادي والسيطرة عن طريق القيود في التجارة الخارجية وما إلى ذلك، لكن هذه المستعمرات ستعلن أجزاءً من المملكة المتحدة، وهذا يعني أنه مع إدراج الإمبراطورية البرتغالية بأكملها في المملكة المتحدة، سيتغير تعريف المملكة المتحدة نفسها: ستتوقف المملكة المتحدة عن كونها تماثل دولة عبر المحيط الأطلسي لا تضم مستعمرات لكنها كانت تسيطر على مستعمرات في الخارج، وبدلًا من ذلك، كانت ستصبح دولة تضم مستعمرات في ظلها. سيوفر هذا الإطار القانوني لإعادة إدخال القيود التجارية في البرازيل التي رُفِعَت منذ وصول العائلة المالكة إلى الشواطئ البرازيلية
الجدير بالذكر أن العديد من السياسيين البرتغاليين أرادوا إعادة إدخال قيود البرازيل في التجارة الخارجية التي كانت تعرف في العهد الاستعماري السابق بالاسم الملطف الميثاق الاستعماري: نظام إتجاري حيث لا يمكن تصدير المنتجات البرازيلية إلا إلى البرتغال، ويمكن للبرازيليين استيراد المنتجات فقط من البرتغال. أُلغي هذا النظام، الذي سمح بالاستغلال الاقتصادي للمستعمرات البرتغالية من قبل البرتغال الميتروبوليتانية، في البرازيل حتى قبل إنشاء المملكة المتحدة. بالطبع، كانت جميع القيود المفروضة على التجارة الخارجية قد أُلغيت بالفعل، إضافة إلى استبعاد البرازيل من السياسة الإمبريالية للميثاق الاستعماري، في عام 1808، بمجرد وصول العائلة المالكة إلى البرازيل: كان أول ما وقع عليه الأمير ولي العهد بعد وصوله إلى البرازيل هو مرسوم يتعلق بفتح الموانئ البرازيلية للدول الصديقة، مما مكّن البرازيليين من استيراد سلع من دول أخرى غير البرتغال، وتصدير المنتجات البرازيلية إلى الدول الأجنبية التي حافظت على علاقات دبلوماسية مع الإمبراطورية البرتغالية. أما الآن، مع التدابير التي صُوِّتَ عليها من قبل الكورتس التأسيسي في لشبونة، كانت الحرية الاقتصادية تحت التهديد.
في مواجهة هذا السيناريو، تمكن دعاة الاستقلال البرازيليون من إقناع الأمير بيدرو بالبقاء في البرازيل ضد أوامر الكورتس، الذي طالب بعودته على الفور. هكذا واصل قيادة حكومة برازيلية مركزية بصفته والٍ، وأثبت كذلك أنه لن تُطاع أي قوانين أو مراسيم أو تعليمات صادرة عن الكورتس البرتغالي أو الحكومة المركزية للمملكة المتحدة في البرازيل دون أمره.
إن قرار الأمير بعدم الامتثال لمراسيم الكورتس الذي طالبه بالعودة، وبدلًا من ذلك البقاء في البرازيل كوالٍ لها، أُعلِن بشكل رسمي في 9 يناير 1822، وكان ردًا على استدعاء رسمي من مجلس مدينة ريو دي جانيرو. في فبراير 1822، قرر الأمير بيدرو إنشاء مجلس استشاري، تألف من ممثلين منتخبين لتمثيل عدة مقاطعات في البرازيل، واستدعاء انتخابات لهذا المجلس. عُقد اجتماعه الأول في 2 يونيو 1822. صدر مرسوم الأمير ولي العهد بيدرو ومفاده أن القوانين والمراسيم والأوامر الصادرة من لشبونة لن تنفذ بدون أمره في البرازيل في مايو 1822.
من خلال الموافقة على تحدي الكورتس والبقاء في البرازيل، تولى الأمير بيدرو قيادة القضية البرازيلية. تقديرًا لدوره الرائد، عرض دعاة الاستقال البرازيليون على بيدرو في 13 مايو 1822 لقب «حامي والمدافع عن البرازيل الدائم». رفض لقب الحامي، بحجة أن البرازيل لم تكن بحاجة إلى واحد، لكنه افترض لقب «المدافع الدائم عن البرازيل». من خلال تحدي الأوامر الصريحة التي طالبت بعودته إلى أوروبا، صعد بيدرو الأحداث التي كان من شأنها أن تؤدي إلى انفصال البرازيل عن المملكة المتحدة، وعجلت اللحظة الحاسمة لإعلان الاستقلال. مع تدهور الوضع بين البرازيليين والبرتغاليين، كان مصير المملكة المتحدة أن تُحَل.
جادل دعاة الاستقلال البرازيليون بأن مستقبل البرازيل وجب أن يقرره البرازيليون وليس كورتس لشبونة، وبالتالي طالبوا باستدعاء جمعية تأسيسية وطنية للبرازيل، منفصلة عن الدائرة التأسيسية التي تجمعت في البرتغال. تبنى الأمير بيدرو، بناءً على نصيحة مجلسه المنعقد حديثًا، تلك المطالب، وأصدر مرسومًا في 13 يونيو 1822 يدعو إلى انتخابات جمعية تأسيسية برازيلية. بسبب التصعيد الإضافي للتوترات بين البرازيل والبرتغال، لم تُجرى الانتخابات لتلك الجمعية التأسيسية إلا بعد أن أعلن الأمير نفسه استقلال البرازيل (لم تُعقد الجمعية إلا في عام 1823، وأعلن استقلال البرازيل في سبتمبر 1822، مع إنشاء إمبراطورية البرازيل في أكتوبر 1822).
أرسل الكورتس قوات إلى البرازيل لحل حكومة الأمير وإجباره على العودة إلى البرتغال كما أُمِر، ولكن، عند وصولها، أمر الأمير تلك القوات بالعودة إلى البرتغال. أطاعت القوات البرتغالية في ريو دي جانيرو الأمير الملكي وعادت إلى أوروبا، ولكن في مقاطعات أخرى، اندلع قتال بين البرازيليين والبرتغاليين.